# آبشار موتارازی
آبشار موتارازی (به انگلیسی: Mutarazi Falls) آبشاری است در کشور زیمبابوه که ۷۶۲ متر ارتفاع دارد.  این آبشار هفدهمین آبشار بلند جهان است.